# Nomada palavanica
Nomada palavanica är en biart som beskrevs av Cockerell 1919. Nomada palavanica ingår i släktet gökbin, och familjen långtungebin. Inga underarter finns listade i Catalogue of Life.